# Манц, Феликс
Феликс Манц (эльз. Felix Manz) — анабаптист времён Реформации в Швейцарии, сооснователь движения «Швейцарские братья» в Цюрихе. Первый мученик радикальной Реформации.
Манц и другие радикальные анабаптисты продолжают оказывать влияние на современных христиан: амишей, баптистов, меннонитов и сообщества Брудерхоф.

## Жизнь
Родился в Цюрихе (Швейцарский союз), где его отец был каноником церкви Гросмюнстер. Получил гуманитарное образование, прекрасно владел ивритом, греческим и латынью. Стал последователем Ульриха Цвингли после того, как тот приехал в Цюрих в 1519 году. Когда Конрад Гребель присоединился к Цвингли в 1521 году, он и Манц стали друзьями. Они подвергали сомнению проведение месс, характер связей церкви и государства и крещение младенцев. Они были возмущены результатами второго цюрихского диспута в 1523 году, полагая, что планы реформ Цвингли были скомпрометированы городским советом.
Гребель и Манц вместе с другими единомышленниками предпринимали несколько попыток отстоять свою позицию. В результате несколько семей отказались крестить детей. 17 января 1525 года состоялся публичный диспут с Цвингли; совет объявил Цвингли победителем. После окончательного отказа городского совета 18 января, который велел им воздержаться от споров и подчиниться решению совета, 21 января «Швейцарские братья» собрались в доме Феликса Манца и его матери. Конрад Гребель крестил Георга Блаурока, а Блаурок, в свою очередь, крестил остальных. Это ознаменовало окончательный разрыв с Цвингли и советом и сформировало первую церковь радикальной Реформации. Движение быстро распространялось, и Манц принимал в нём очень активное участие, занимался переводами религиозных текстов.
Между 1525 и 1527 годами несколько был арестован. Когда он проповедовал с Георгом Блауроком в районе Грюнингена, они были застигнуты врасплох, арестованы и заключены в Цюрихе в тюрьму Велленбург. 7 марта 1526 года Цюрихский совет принял указ, согласно которому повторное крещение взрослых каралось казнью через утопление. 5 января 1527 года Манц стал первой жертвой указа и первым швейцарским анабаптистом, замученным протестантами. Манц заявил, что хотел «собрать вместе тех, кто был готов принять Христа, повиноваться Слову и следовать по Его стопам, объединиться с ними через крещение», а Цвингли и совет обвинили его в упорном отказе «отступить от своей ошибки и каприза». Пока его вели из Велленбургской тюрьмы к месту казни, Манц прославлял Бога и проповедовал людям. Реформатский пастырь пытался заставить его замолчать и убедить отречься. Брат и мать Манца призвали его стоять твёрдо и страдать во имя Иисуса. Был утоплен в Цюрихском озере; последними его словами были: «В Твои руки, о Боже, передаю я дух свой!»
Имущество Манца было конфисковано правительством Цюриха. Казнь Манца предшествовала Мюнстерскому восстанию, которое официально началось в 1534 году.